# كوبا أمريكا 2007
بطولة سود أميريكانو كوبا أمريكا 2007، أو كما يطلق عليها أيضًا كوبا أمريكا 2007 أو كوبا أمريكا فنزويلا 2007، كانت البطولة 42 من كوبا أمريكا، البطولة الجنوب أمريكية لفرق كرة القدم الدولية. البطولة نظمت من قبل كونميبول، هيئة كرة القدم المشرفة على بطولات أمريكا الجنوبية، وكان قد استضافتها فنزويلا، والتي استضافت البطولة للمرة الأولى، من 26 يونيو و 15 يوليو 2007.
البطولة توجت بها البرازيل الذين تغلبوا على الأرجنتين 3-0 في النهائي. المكسيك أخذت المركز الثالث بعد أن هزمت أوروغواي 3-1 في مباراة المركز الثالث. فازت البرازيل أيضًا في حق تمثيل كونميبول في بطولة كأس القارات 2009.

## الفرق المشاركة
| - الأرجنتين - بوليفيا - البرازيل (حامل اللقب) - تشيلي | - كولومبيا - الإكوادور - المكسيك (ضيف) - باراغواي | - بيرو - الولايات المتحدة (ضيف) - الأوروغواي - فنزويلا (المضيف) |

## دور المجموعات

### المجموعة الأولى
| م | الفريق      | لعب | ف | ت | خ | أ.له | أ.ع | أ.ف | نقاط | التأهل                       |
| - | ----------- | --- | - | - | - | ---- | --- | --- | ---- | ---------------------------- |
| 1 | فنزويلا (H) | 3   | 1 | 2 | 0 | 4    | 2   | +2  | 5    | يتقدم إلى مرحلة خروج المغلوب |
| 2 | بيرو        | 3   | 1 | 1 | 1 | 5    | 4   | +1  | 4    | يتقدم إلى مرحلة خروج المغلوب |
| 3 | الأوروغواي  | 3   | 1 | 1 | 1 | 1    | 3   | −2  | 4    | يتقدم إلى مرحلة خروج المغلوب |
| 4 | بوليفيا     | 3   | 0 | 2 | 1 | 4    | 5   | −1  | 2    |                              |

| الأوروغواي | 0–3     | بيرو                                                           |
| ---------- | ------- | -------------------------------------------------------------- |
|            | (تقرير) | ميغيل فيلالتا 27' · خوان كارلوس مارينيو 70' · باولو غيريرو 88' |

| فنزويلا                            | 2–2     | بوليفيا                                 |
| ---------------------------------- | ------- | --------------------------------------- |
| جيانكارلو مالدونادو 20' · Páez 55' | (تقرير) | خايمي مورينو 38' · خوان كارلوس أركي 84' |

| بوليفيا | 0–1     | الأوروغواي        |
| ------- | ------- | ----------------- |
|         | (تقرير) | فيسنتي سانشيز 58' |

| فنزويلا                                      | 2–0     | بيرو |
| -------------------------------------------- | ------- | ---- |
| أليخاندرو سيتشيرو 48' · دانييل أريزميندي 79' | (تقرير) |      |

| بيرو                     | 2–2     | بوليفيا                               |
| ------------------------ | ------- | ------------------------------------- |
| كلاوديو بيتزارو 34'، 85' | (تقرير) | خايمي مورينو 24' · خاسماني كامبوس 45' |

| فنزويلا | 0–0     | الأوروغواي |
| ------- | ------- | ---------- |
|         | (تقرير) |            |

### المجموعة الثانية
| م | الفريق    | لعب | ف | ت | خ | أ.له | أ.ع | أ.ف | نقاط | التأهل                       |
| - | --------- | --- | - | - | - | ---- | --- | --- | ---- | ---------------------------- |
| 1 | المكسيك   | 3   | 2 | 1 | 0 | 4    | 1   | +3  | 7    | يتقدم إلى مرحلة خروج المغلوب |
| 2 | البرازيل  | 3   | 2 | 0 | 1 | 4    | 2   | +2  | 6    | يتقدم إلى مرحلة خروج المغلوب |
| 3 | تشيلي     | 3   | 1 | 1 | 1 | 3    | 5   | −2  | 4    | يتقدم إلى مرحلة خروج المغلوب |
| 4 | الإكوادور | 3   | 0 | 0 | 3 | 3    | 6   | −3  | 0    |                              |

| الإكوادور                                  | 2–3     | تشيلي                                          |
| ------------------------------------------ | ------- | ---------------------------------------------- |
| أنتونيو فالنسيا 16' · كريستيان بينيتيز 23' | (تقرير) | هومبيرتو سوازو 20'، 80' · كارلوس فيلانويفا 86' |

| البرازيل | 0–2     | المكسيك                             |
| -------- | ------- | ----------------------------------- |
|          | (تقرير) | نيري كاستيو 23' · رامون موراليس 28' |

| البرازيل                   | 3–0     | تشيلي |
| -------------------------- | ------- | ----- |
| روبينيو 36' (ج.)، 84'، 87' | (تقرير) |       |

| المكسيك                         | 2–1     | الإكوادور         |
| ------------------------------- | ------- | ----------------- |
| نيري كاستيو 21' · عمر برافو 79' | (تقرير) | إيدسون مينديز 84' |

| المكسيك | 0–0     | تشيلي |
| ------- | ------- | ----- |
|         | (تقرير) |       |

| البرازيل         | 1–0     | الإكوادور |
| ---------------- | ------- | --------- |
| روبينيو 56' (ج.) | (تقرير) |           |

### المجموعة الثالثة
| م | الفريق           | لعب | ف | ت | خ | أ.له | أ.ع | أ.ف | نقاط | التأهل                       |
| - | ---------------- | --- | - | - | - | ---- | --- | --- | ---- | ---------------------------- |
| 1 | الأرجنتين        | 3   | 3 | 0 | 0 | 9    | 3   | +6  | 9    | يتقدم إلى مرحلة خروج المغلوب |
| 2 | باراغواي         | 3   | 2 | 0 | 1 | 8    | 2   | +6  | 6    | يتقدم إلى مرحلة خروج المغلوب |
| 3 | كولومبيا         | 3   | 1 | 0 | 2 | 3    | 9   | −6  | 3    |                              |
| 4 | الولايات المتحدة | 3   | 0 | 0 | 3 | 2    | 8   | −6  | 0    |                              |

| باراغواي                                                  | 5–0     | كولومبيا |
| --------------------------------------------------------- | ------- | -------- |
| روكي سانتا كروز 30'، 46'، 80' · سالفادور كاباناس 84'، 88' | (تقرير) |          |

| الأرجنتين                                                 | 4–1     | الولايات المتحدة    |
| --------------------------------------------------------- | ------- | ------------------- |
| هرنان كرسبو 11'، 60' · بابلو أيمار 76' · كارلوس تيفيز 84' | (تقرير) | إيدي جونسون 9' (ج.) |

| الولايات المتحدة  | 1–3     | باراغواي                                                       |
| ----------------- | ------- | -------------------------------------------------------------- |
| ريكاردو كلارك 35' | (تقرير) | إدغار باريتو 29' · أوسكار كاردوزو 56' · سالفادور كاباناس 90+2' |

| الأرجنتين                                                               | 4–2     | كولومبيا                                         |
| ----------------------------------------------------------------------- | ------- | ------------------------------------------------ |
| هرنان كرسبو 20' (ج.) · خوان رومان ريكيلمي 34'، 45' · دييغو ميليتو 90+1' | (تقرير) | إديكسون بيريا فالينسيا 10' · خايمي كاستريجون 76' |

| الولايات المتحدة | 0–1     | كولومبيا            |
| ---------------- | ------- | ------------------- |
|                  | (تقرير) | خايمي كاستريجون 15' |

| الأرجنتين            | 1–0     | باراغواي |
| -------------------- | ------- | -------- |
| خافيير ماسكيرانو 79' | (تقرير) |          |

## مرحلة خروج المغلوب
|  | ربع النهائي             | ربع النهائي              |                     |         | نصف النهائي   | نصف النهائي   |  |  | النهائي           | النهائي |
|  |                         |                          |                     |         |               |               |  |  |                   |         |
|  | 7 July – سان كريستوبال  |                          |                     |         |               |               |  |  |                   |         |
|  |                         |                          |                     |         |               |               |  |  |                   |         |
|  | فنزويلا                 | 1                        |                     |         |               |               |  |  |                   |         |
|  | فنزويلا                 | 1                        | 10 July – ماراكايبو |         |               |               |  |  |                   |         |
|  | الأوروغواي              | 4                        |                     |         |               |               |  |  |                   |         |
|  | الأوروغواي              | 4                        | الأوروغواي          | 2 (4)   |               |               |  |  |                   |         |
|  | 7 July – بويرتو لا كروز |                          | الأوروغواي          | 2 (4)   |               |               |  |  |                   |         |
|  |                         | البرازيل                 | 2 (5)               |         |               |               |  |  |                   |         |
|  | تشيلي                   | البرازيل                 | 2 (5)               | 1       |               |               |  |  |                   |         |
|  | تشيلي                   |                          | 15 July – ماراكايبو | 1       |               |               |  |  |                   |         |
|  | البرازيل                | 6                        |                     |         |               |               |  |  |                   |         |
|  | البرازيل                | 6                        | البرازيل            | 3       |               |               |  |  |                   |         |
|  | 8 July – ماتورين        |                          | البرازيل            | 3       |               |               |  |  |                   |         |
|  |                         | الأرجنتين                | 0                   |         |               |               |  |  |                   |         |
|  | المكسيك                 | الأرجنتين                | 0                   | 6       |               |               |  |  |                   |         |
|  | المكسيك                 | 11 July – سيوداد غوايانا |                     | 6       |               |               |  |  |                   |         |
|  | باراغواي                | 0                        |                     |         |               |               |  |  |                   |         |
|  | باراغواي                | 0                        | المكسيك             | 0       | المركز الثالث | المركز الثالث |  |  |                   |         |
|  | 8 July – باركيسيميتو    |                          | المكسيك             | 0       | المركز الثالث | المركز الثالث |  |  |                   |         |
|  |                         | الأرجنتين                | 3                   |         |               |               |  |  |                   |         |
|  | الأرجنتين               | الأرجنتين                | 3                   | 4       | الأوروغواي    | 1             |  |  |                   |         |
|  | الأرجنتين               |                          |                     | 4       | الأوروغواي    | 1             |  |  |                   |         |
|  | بيرو                    | 0                        |                     | المكسيك | 3             |               |  |  |                   |         |
|  | بيرو                    | 0                        |                     |         | 3             |               |  |  |                   |         |
|  |                         |                          |                     |         |               |               |  |  | 14 July – كاراكاس |         |
|  |                         |                          |                     |         |               |               |  |  |                   |         |

### ربع النهائي
| فنزويلا    | 1–4     | الأوروغواي                                    |
| ---------- | ------- | --------------------------------------------- |
| أرانغو 41' | (تقرير) | فورلان 38'، 90+1' · غارسيا 64' · رودريغيز 86' |

| تشيلي     | 1–6     | البرازيل                                                                     |
| --------- | ------- | ---------------------------------------------------------------------------- |
| سوازو 76' | (تقرير) | جوان 16' · جوليو بابتيستا 23' · روبينيو 27'، 50' · جوسوي 68' · فاغنر لوف 85' |

| المكسيك                                                                     | 6–0     | باراغواي |
| --------------------------------------------------------------------------- | ------- | -------- |
| كاستيو 5' (ج.)، 38' · تورادو 27' · أرسي 79' · بلانكو 87' (ج.) · برافو 90+1' | (تقرير) |          |

| الأرجنتين                                   | 4–0     | بيرو |
| ------------------------------------------- | ------- | ---- |
| ريكيلمي 47'، 85' · ميسي 61' · ماسكيرانو 75' | (تقرير) |      |

### نصف النهائي
| الأوروغواي             | 2–2     | البرازيل                        |
| ---------------------- | ------- | ------------------------------- |
| فورلان 36' · أبريو 69' | (تقرير) | مايكون 13' · جوليو بابتيستا 41' |

| المكسيك | 0–3     | الأرجنتين                                |
| ------- | ------- | ---------------------------------------- |
|         | (تقرير) | هاينزه 45' · ميسي 61' · ريكيلمي 65' (ج.) |

## مسجلي الأهداف
| 6 أهداف - روبينيو 5 أهداف - خوان رومان ريكيلمي 4 أهداف - نيري كاستيلو 3 أهداف - هرنان كرسبو - جوليو بابتيستا - هومبيرتو سوازو - عمر برافو - سالفادور كاباناس - روكي سانتا كروز - دييغو فورلان هدفين - خافيير ماسكيرانو - ليونيل ميسي - خايمي مورينو - خايمي كاستريون - كواوتيموك بلانكو - كلاوديو بيتزارو - سيباستيان أبريو | هدف - بابلو أيمار - غابرييل هاينزه - دييغو ميليتو - كارلوس تيفيز - خوان كارلوس أركي - خاسماني كامبوس - داني ألفيس - جوسوي - جوان سيلفيرا دوس سانتوس - فاغنر لوف - مايكون - كارلوس فيلانويفا - إديكسون بيريا فالينسيا - كريستيان بينيتيز - إيدسون مينديز - أنتونيو فالنسيا - فرناندو أرسي - أندريس غواردادو - رامون موراليس - خيراردو تورادو - إدغار باريتو - أوسكار كاردوزو | هدف - خوان كارلوس مارينيو - باولو غيريرو - ميغيل فيلالتا - ريكاردو كلارك - إيدي جونسون - Pablo García - كريستيان رودريغيز - فيسنتي سانشيز - خوان أرانغو - دانييل أريزميندي - أليخاندرو سيتشيرو - جيانكارلو مالدونادو - ريكاردو بايز هدف عكسي - روبيرتو أيالا (لصالح البرازيل) |